# Windsor (Kalifornia)
Windsor – miasto w Stanach Zjednoczonych, w stanie Kalifornia, w hrabstwie Sonoma. Według spisu ludności przeprowadzonego przez United States Census Bureau w roku 2010, w Windsor mieszka 26801 mieszkańców.